# 가미타카노야마촌
가미타카노야마촌(일본어: 上高野山村)은 일본 히로시마현 히바군에 있던 촌이다. 현재의 쇼바라시의 일부에 해당한다. 히로시마현 최대의 폭설지대였다